# Lotte van Dam
Lotte van Dam (Gouda, 20 april 1969) is een Nederlandse actrice en regisseur. Van Dam kreeg landelijke bekendheid door haar rol als Dian Alberts in Goede tijden, slechte tijden. Ze werkte daarna als regisseur van toneelstukken.
In 1991 werd Van Dam gecast voor de rol van Dian Alberts in Goede tijden, slechte tijden. In 1993, na twee seizoenen, besloot ze te stoppen met deze rol. In 1994 werd de rol van Dian gerecast en werd de rol vertolkt door Chris Jolles. Jolles raakte in 1996 zwanger en Van Dam werd tijdelijk teruggevraagd door het productieteam van Goede tijden, slechte tijden.

## Carrière

### Actrice
- Goede tijden, slechte tijden - Dian Alberts (1991-1993, 1995, 1996)

### Regisseur
- Romeo en Julia (2000-2004)
- Bagdad (2004)
- It's my life (2004-2005)
- Herodes (2005)